# MEnvesti
MEnvesti LLC (prononcé : [mɛ̃vesti], littéralement « j'investis » en créole haïtien) est une société d'investissement des envois de fonds opérant sur les marchés haïtiens et nord-américains. 

## Histoire
Basée à Stamford, dans le Connecticut, aux États-Unis, la société a été fondée en 2017 par Lovens Gjed, entrepreneur et diplômé de l'université Columbia,, et cible les membres de la diaspora haïtienne cherchant à investir directement en Haïti. MEnvesti contrôle actuellement une plateforme de financement participatif en ligne éponyme qui relie des prêteurs de la diaspora haïtienne aux projets de développement en Haïti. MEnvesti a lancé sa plateforme de financement participatif en ligne le 24 août 2019 aux Gonaïves, à Haïti,,. MEnvesti.com est la seule plateforme de financement participatif en ligne pour la diaspora haïtienne et les petites et moyennes entreprises en Haïti.

## Contexte
Lovens Gjed a lancé MEnvesti en 2017 alors qu'il était étudiant à l'université Columbia dans le but de tirer parti des envois de fonds vers Haïti. Les envois de fonds dans des pays comme Haïti ont tendance à être plus stables que d'autres types de flux de capitaux de l'extérieur, tels que l'investissement privé ou l'aide au développement. Chaque année, la diaspora haïtienne envoie plus de 3 milliards de dollars en Haïti, ce qui représente plus de 30 % du produit intérieur brut annuel du pays,. La plupart des envois de fonds sont utilisés par les receveurs en Haïti pour acheter des biens de consommation importés et, par conséquent, l'argent n'est pas réinvesti dans le pays. Le modèle de financement participatif de MEnvesti permet à tout membre de la diaspora haïtienne de prêter au minimum 10 dollars américains à différents projets de développement en Haïti tandis que les remboursements de prêts sont accordés à un membre de la famille ou à un ami au choix du prêteur également en Haïti. Lovens Gjed a développé le modèle dans le cadre de sa thèse en développement durable en 2019.